# Gauss (cràter)

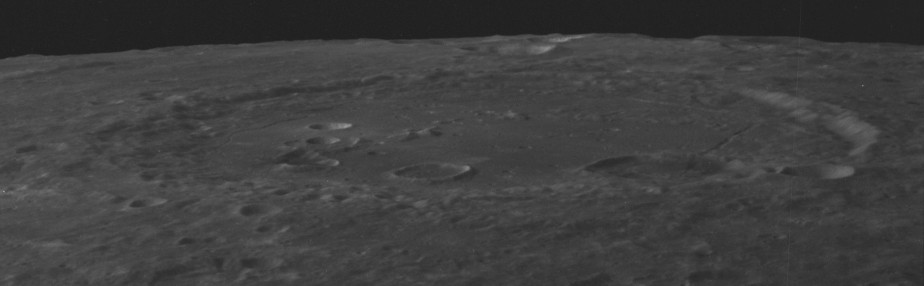
Fotografia de la missió Apol·lo 14

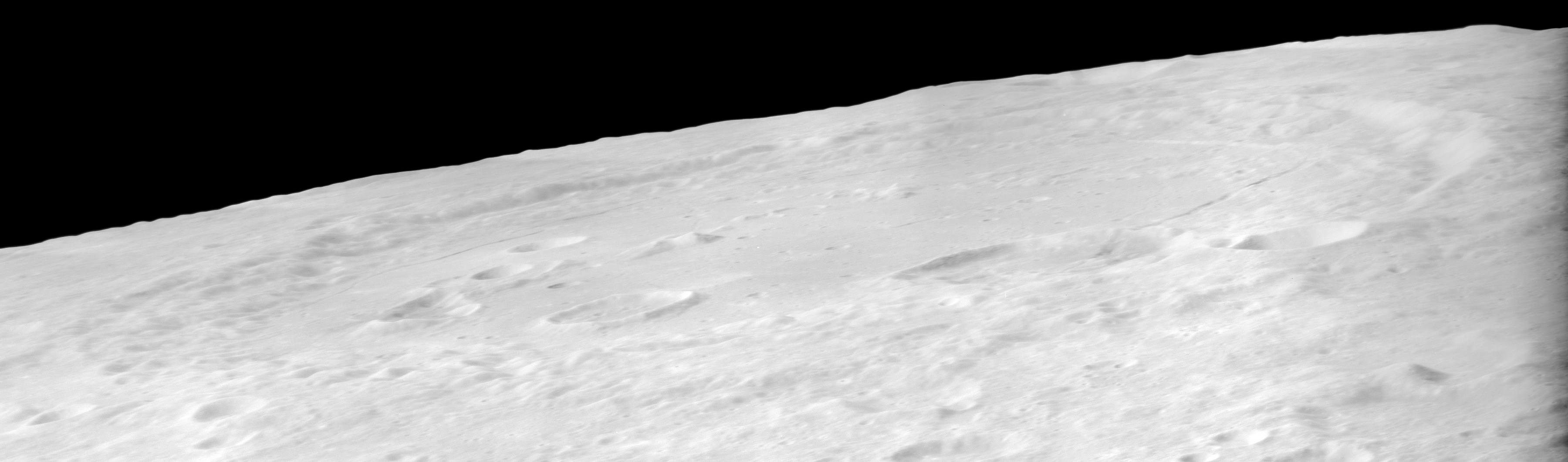
Fotografia de la missió Apol·lo 16

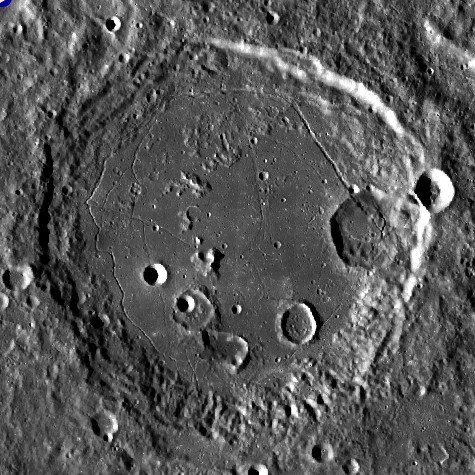
Fotografia de la missió Lunar Reconnaissance Orbiter

Gauss és un gran cràter d'impacte amb el nom del cèlebre matemàtic alemany Carl Friedrich Gauss, que es troba prop de l'extremitat nord-est de la cara visible de la Lluna. Pertany a una categoria de formacions lunars anomenades cràters amb plana emmurallada, la qual cosa significa que té un diàmetre d'almenys 110 quilòmetres, amb un sòl una mica enfonsat i poc o cap massís central. A causa de la seva ubicació, l'aspecte d'aquest cràter apareix considerablement deformat per efecte de l'escorç quan s'observa des de la Terra, i la seva visibilitat es veu afectada per la libració.
Al nord-est de Gauss s'hi troba el cràter Riemann, una altra plana emmurallada que es troba encara més prop dels llimbs lunars. Al sud-oest de Gauss s'hi localitza la parella de cràters integrada per Hahn i Berosus. Gairebé directament cap al sud apareix el cràter Seneca.
El brocal de Gauss està més ben format a la seva meitat nord. Les seves parets interiors presenten algunes terrasses al llarg del costat nord-oest i apareixen sectors desplomats al nord-est. La meitat sud de la vora ha sofert un major grau d'erosió.
El sòl interior és bastant pla en general, amb diversos cràters que marquen la superfície en la meitat sud. També s'hi localitza un petit cràter, Gauss B, situat a l'interior oriental del brocal, amb el més petit Gauss A, que travessa la vora just al nord-est de Gauss B. El sòl de Gauss està també marcat per diverses esquerdes, particularment al llarg de les vores de l'Est i del Nord-oest. La suma de les vores dels cràters irregulars en el sud i una sèrie d'elevacions en el nord donen l'aparença d'una cresta que travessés el fons del cràter de nord a sud.

## Cràters satèl·lit
Per convenció, aquests elements són identificats als mapes lunars posant la lletra al costat del punt mitjà del cràter que està més prop de Gauss.
|       | \| Gauss \| Coordenades \| Diàmetre \| \| ----- \| ------------------------------------ \| -------- \| \| A \| 36° 30′ N, 82° 42′ E / 36.5°N,82.7°E \| 18 km \| \| B \| 35° 54′ N, 81° 12′ E / 35.9°N,81.2°E \| 37 km \| \| C \| 39° 42′ N, 72° 06′ E / 39.7°N,72.1°E \| 29 km \| \| D \| 39° 18′ N, 73° 48′ E / 39.3°N,73.8°E \| 24 km \| \| E \| 35° 18′ N, 77° 36′ E / 35.3°N,77.6°E \| 8 km \| \| F \| 34° 48′ N, 78° 18′ E / 34.8°N,78.3°E \| 20 km \| \| G \| 34° 12′ N, 78° 36′ E / 34.2°N,78.6°E \| 18 km \| \| H \| 33° 12′ N, 77° 06′ E / 33.2°N,77.1°E \| 11 km \| \| J \| 40° 36′ N, 72° 36′ E / 40.6°N,72.6°E \| 14 km \| \| W \| 34° 30′ N, 80° 12′ E / 34.5°N,80.2°E \| 18 km \| |          |
| Gauss | Coordenades | Diàmetre |
| A     | 36° 30′ N, 82° 42′ E / 36.5°N,82.7°E | 18 km    |
| B     | 35° 54′ N, 81° 12′ E / 35.9°N,81.2°E | 37 km    |
| C     | 39° 42′ N, 72° 06′ E / 39.7°N,72.1°E | 29 km    |
| D     | 39° 18′ N, 73° 48′ E / 39.3°N,73.8°E | 24 km    |
| E     | 35° 18′ N, 77° 36′ E / 35.3°N,77.6°E | 8 km     |
| F     | 34° 48′ N, 78° 18′ E / 34.8°N,78.3°E | 20 km    |
| G     | 34° 12′ N, 78° 36′ E / 34.2°N,78.6°E | 18 km    |
| H     | 33° 12′ N, 77° 06′ E / 33.2°N,77.1°E | 11 km    |
| J     | 40° 36′ N, 72° 36′ E / 40.6°N,72.6°E | 14 km    |
| W     | 34° 30′ N, 80° 12′ E / 34.5°N,80.2°E | 18 km    |